# Guerre de libération du Bangladesh
Pour les articles homonymes, voir Guerre de libération.
La guerre de libération du Bangladesh est une guerre d'indépendance qui se déroula en 1971 dans le Pakistan oriental et qui opposa les rebelles bengalis au pouvoir central pakistanais.
Selon Amnesty International, trois millions de civils ont été tués et huit à dix millions se sont réfugiés en Inde. Plus de 200 000 femmes auraient été victimes de viols.

## Contexte et prélude
Lors de l'indépendance de l'Inde en 1947, le Pakistan qui en fait sécession, est formé de deux territoires, le Pakistan occidental avec pour capitale Karachi et le Pakistan oriental (qui deviendra le Bangladesh) avec pour capitale Dacca, séparés de 1600 km par l’Inde,. Culturellement, les deux entités sont disparates et seul l’islam pouvait servir de ciment national. Et rapidement, les Bengalais ont le sentiment d’être sous le joug des Pakistanais de l’Ouest, où résidait le véritable centre du pouvoir.
Dès 1952, à Dacca, les grèves et manifestations sont durement réprimées. La Ligue Awami (la Ligue du peuple), d'orientation socialiste et laïque fondée en 1949, milite pour l'indépendance tout en associant cette demande aux revendications sociales des populations défavorisées, comme la réforme agraire. Au sein d’un Front uni, le mouvement gagne contre la Ligue musulmane, un parti nationaliste et conservateur, aux élections locales de 1954 (228 sièges, contre 7), sans toutefois que cela ébranle la mainmise des régimes militaires qui se succèdent à Islamabad. 
Dans la nuit du 12 au 13 novembre 1970, le cyclone de Bhola s’abat sur le pays. La lenteur de l'acheminement de l'aide accroît le mécontentement de la population envers Islamabad, à moins d’un mois des élections générales de décembre 1970. La Ligue Awami remporte ces élections, mais l'indépendance lui est toujours refusée. Le 7 mars 1971, Mujibur Rahman, dirigeant de la Ligue Awami, appelle à un mouvement de désobéissance civique et à la grève générale. Le 25 mars de la même année, il proclame l’indépendance, menant à une sanglante répression de l'armée pakistanaise.

## Déroulement du conflit
Dans la nuit du 25 mars 1971, l'armée pakistanaise lance une violente répression sur Dacca, afin de réprimer un mouvement indépendaniste. Des soldats prennent d'assaut les dortoirs d'étudiants et d'enseignants de l'université de la ville, et les exécutent, tandis que d’autres attaquent une caserne de police et tirent sur des civils dans les rues. 
Ce conflit opposa l'État et les forces armées du Pakistan aux rebelles bangladais à partir de mars 1971. Les Pakistanais rencontrèrent une résistance indépendantiste facilement matée malgré la guérilla menée par les Mukti Bahini. Le pourcentage de Bengalis ayant le rang d'officiers dans les forces armées pakistanaises était d'environ cinq pour cent en 1965 et il n'y avait que deux unités spécifiquement est-pakistanaises.
En avril, une résolution du parlement de l'Inde demanda que la Première ministre de l'Inde Indira Gandhi pourvût à l'approvisionnement des rebelles dans l'est du Pakistan. Elle obéit, mais refusa de reconnaître le gouvernement provisoire du Bangladesh indépendant.
Une guerre de propagande entre le Pakistan et l'Inde suivit le début de cette guerre d'indépendance. Le Pakistan menaça l'Inde d'une guerre si elle tentait d'intervenir. Tardivement, il remplaça Tikka Khan, dont les tactiques militaires avaient causé des pertes de vie humaines et des dommages, par le plus sobre lieutenant général A. A. K. Niazi. Un modéré bengali, Abdul Malik (en), fut installé en tant que gouverneur civil du Pakistan oriental. Ces gestes d'apaisements tardifs ne donnèrent pas de résultats ni ne satisfirent l'opinion mondiale.
L'intervention des forces armées indiennes dans ce qui deviendra la troisième guerre indo-pakistanaise fut décisive et permit de mettre un terme au conflit. Les combats cessèrent le 16 décembre 1971, lorsque l’armée pakistanaise renonce et capitule, ce qui donna lieu à l'indépendance  de facto du Bangladesh. Celle-ci devient effective avec le retour de Sheikh Mujibur Rahman, le 10 janvier 1972.
Les conséquences de cette guerre selon Amnesty International sont la mort d'environ trois millions de civils, 200 000 viols et le déplacement en Inde de huit à dix millions de réfugiés. Au Bangladesh, le chiffre de cinq millions de morts est souvent avancé. La majorité des morts civils étaient des Hindous, car de nombreux militaires pakistanais suspectaient les Hindous de soutenir l'Inde et d'être des partisans de l'indépendance. De plus, à l'époque, il n'y avait pas d'observateurs neutres et les journalistes étrangers étaient très rares, souvent cantonnés dans des grandes villes et éloignés des théâtres d'opérations militaires. En 1970, les Hindous représentaient environ 26 % de la population du Pakistan oriental (estimation officielle du gouvernement pakistanais à Islamabad), et de nos jours, ils représentent environ 9,2 % (2018) de la population. Il faut aussi ajouter qu’à l'époque, les Hindous du Pakistan oriental pensaient que leur population était volontairement sous-estimée dans les chiffres officiels, et estimaient représenter au moins 30 % de la population du Pakistan oriental. Cette revendication exaspérait les hauts dignitaires de l'armée pakistanaise qui évoquaient une « cinquième colonne » sous la mainmise de l'Inde.
Fuyant son pays, le journaliste pakistanais Anthony Mascarenhas fut le premier à témoigner des exactions et massacres commis par les forces pakistanaises au Bangladesh. Son article fut publié dans le Sunday Times le 13 juin 1971. La Première ministre indienne Indira Gandhi dira par la suite que l'article l'avait si profondément choquée qu'il avait motivé sa décision en faveur de l'intervention militaire indienne. La BBC estime que l'article de Mascarenhas « contribua à mettre fin à la guerre. Il suscita l'hostilité de l'opinion internationale à l'égard du Pakistan, et encouragea l'Inde à jouer un rôle décisif ».